# الینا دونی
الینا دونی (انگلیسی: Elina Duni؛ زادهٔ ۱۰ مارس ۱۹۸۱) خواننده و آهنگساز سوئیسی-آلبانیایی است.

## سال‌های آغازین زندگی
الینا دونی در خانواده‌ای اهل هنر در تیرانا پایتخت آلبانی به دنیا آمد. او در دوران رژیم کمونیستی، نخستین گام‌های خود را در سن ۵ سالگی با اجرا روی صحنه و آموختن ویولن برداشت. دونی در چندین فستیوال مخصوص جوانان شرکت کرد و برای تلویزیون و رادیوی ملی آلبانی آواز خواند. در ۱۹۹۲ بعد از سقوط رژیم، با مادرش به ژنو سوئیس مهاجرت کرد. او در رشتهٔ پیانو کلاسیک در کنسرواتوار موسیقی ژنو تحصیل کرد. کالج دی سوسور جایی بود که موسیقی جاز را کشف کرد.

## زندگی حرفه ای
او بعد از چندین اجرای جاز در زادگاهش، شروع به تحصیل در آواز و آهنگسازی موسیقی جاز در سال ۲۰۰۴ در برن سوئیس کرد و کوارتت خود را تشکیل داد. آن‌ها ترانه‌های فولک بالکان را با موسیقی جاز ترکیب کردند و اولین آلبوم خود را با نام برشا در سال ۲۰۰۸ بیرون دادند که مورد ستایش مطبوعات سوئیس و آلمان قرار گرفت. او بعد از دریافت چندین جایزه و اجرای تور با کوارتتش، دومین آلبوم خود با نام رودخانه، رودخانه را ضبط کردند که از طرف رسانه‌های جَز اروپایی مورد استقبال واقع شد و نتیجهٔ آن اجرای تور در اروپا و فستیوال‌های متعدد بود.
پیشرفت و افزایش شهرت او با ضبط سه آلبوم با همکاری کمپانی مطرح ئی‌سی‌ام رکوردز و کسب جوایز بیشتر و تحسین مطبوعات بین‌المللی جَز ادامه یافت.
ّهمچنین آلبوم کوارتت او با نام چلچله به دلیل شیوهٔ ماهرانهٔ او در کنکاش در موسیقی فولکلور مورد ستایش قرار گرفت.